# The Guessing Game
The Guessing Game è il nono album in studio del gruppo heavy metal britannico Cathedral, pubblicato nel 2010.

## Tracce

### Disco 1
1. Immaculate Misconception – 2:24
2. Funeral of Dreams – 8:28
3. Painting in the Dark – 6:18
4. Death of an Anarchist – 7:12
5. The Guessing Game – 3:08
6. Edwige's Eyes – 7:08
7. Cats, Incense, Candles and Wine – 6:01

### Disco 2
1. One Dimensional People – 2:30
2. The Casket Chasers – 6:41
3. La Noche del Buque Maldito (aka Ghost Ship of the Blind Dead) – 5:46
4. The Running Man – 8:46
5. Requiem for the Voiceless – 9:50
6. Journey into Jade – 10:36

## Formazione
- Lee Dorrian - voce
- Garry Jennings - chitarra, percussioni
- Leo Smee - basso, mellotron, flauto, sintetizzatore, autoharp
- Brian Dixon - batteria, percussioni